# Coraebus elatus
Coraebus elatus är en skalbaggsart som först beskrevs av Fabricius 1787.  Coraebus elatus ingår i släktet Coraebus, och familjen praktbaggar. Arten har ej påträffats i Sverige.

## Bildgalleri

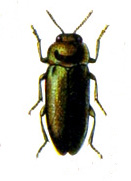